# Aulus Furius Saturninus
Aulus Furius Saturninus war ein im 1. Jahrhundert n. Chr. lebender Angehöriger des römischen Ritterstandes (Eques).
Durch Militärdiplome, die auf den 7. November 88 datiert sind, ist belegt, dass Saturninus im Jahr 88 Kommandeur der Ala Praetoria Singularium war, die zu diesem Zeitpunkt in der Provinz Syria stationiert war.